# 朴鎮洪
朴 鎮洪（パク・ジンホン、1914年 - 没年不明）は、朝鮮の女性の独立運動家、労働運動家。

## 人物
咸鏡北道明川出身。裕福な家庭で育ち、公立の普通学校を卒えると、一家で京城に移り、1928年には東学党によって設立された同徳女子高等普通学校に入学し、地理学教師であった李観述の指導を受けた。1929年光州学生事件に影響を受け、学内デモに加わり、1931年6月に同盟休学を主導した。同年12月には京城学生アルエスRS協議会事件に関与し、治安維持法違反で検挙された。1934年8月からは、「伝説的革命家」と呼ばれた李載裕が京城で組織した「京城トロイカ」という名の地下革命組織の一員として活動し、アジトキーパーを務めた。1935年1月には龍山赤色労組事件で、李載裕を追ってアジトを襲撃した警察に逮捕され、獄中で李載裕の子供を出産した。1937年5月に釈放されると、李載裕の同志であった李観述、朴憲永、金台俊らと京城コムグループを結成し、地下活動を継続し、1941年に検挙され、1944年10月に出所したが、李載裕の獄死を受けて、金台俊とともに、同年11月中国の延安に向かい、朝鮮義勇軍との連携を模索した（延安派）。この時の様子は、日本の敗戦による解放後、金台俊が朝鮮文学家同盟の機関紙『文学』創刊号（1946年）に発表した紀行文『延安』に詳述されている。
1945年11月に南朝鮮に戻った後は、李景仙らとともに朝鮮婦女総同盟に参加し、文教部長兼ソウル支部委員長を務め、各種講演を通じて女性解放を力説したが、米国軍政部による共産主義者への弾圧を避けて越北し、最高人民会議の代議員に選出された。